# Jacek Dąbrowski
Jacek Dąbrowski (ur. 22 lutego 1974 w Otwocku), polski piłkarz grający na pozycji pomocnika.